# Valeri Meladze
Valerian Sjotajevitsj Meladze (Georgisch: ვალერიან შოთას ძე მელაძე, Russisch: Валериан Шотаевич Меладзе) (Batoemi, 23 juni 1965) is een Russische zanger, producer en televisiepresentator van Georgische afkomst.

## Biografie
Meladze werd als jongste zoon in een familie van ingenieurs geboren. Hij was in tegenstelling tot zijn oudere broer Konstantin, die heel rustig was, erg ongeduldig en ongehoorzaam. Daarbij was hij ook een slechte leerling op school. Desondanks ging Meladze toch na zijn middelbare school naar de Admiraal Makarov Nationale Universiteit voor Scheepsbouw in Mykolajiv, waar hij werktuigbouwkunde studeerde. In 1985 startte zijn broer een bandje, waarin Meladze al snel de achtergrondzanger werd. Deze band hield al snel op te bestaan.
Meladze trouwde in 1989 met zijn toenmalige vrouw Irina. Datzelfde nam hij een eigengemaakt album op. Dat album bereikte uiteindelijk de producer van de bekende Sovjet-band Dialog. De producer vond de stem van Meladze erg goed, zodat hij werd gevraagd als nieuw lid van Dialog. In 1993 stopte de groep, de producer was overleden en de groep zat in financiële problemen.
Kort hierna werd Jevgeni Friedland zijn nieuwe producer. Met hem nam Meladze zijn eerste solonummers op. Na het succes van het liedje Ne trevozj mne doesjoe, skripka in Rusland, nodigde Alla Poegatsjova hem uit om samen op een concert te zingen. Meladze bracht in 1995 het debuutalbum Sera uit.
Meladze zou in eerste instantie meedoen aan de nationale finale van Rusland voor het Eurovisiesongfestival 1997 met het liedje Primadonna. Meladze werd ziek vlak voor de selectie en zodoende werd het liedje aan Alla Poegatsjova gegeven. Poegatsjova won de selectie en mocht zo Rusland vertegenwoordigen.
In 1998 stopte Meladze de samenwerking met producer Friedland. Na deze verbreking veranderde Meladze zijn imago drastisch, zijn liedjes werden wreder en zijn kledingstijl slordiger. Omdat zijn broer in 1999 naar Kiev vertrok, had hij geen componist meer om liedjes te schrijven. Om die reden nam hij rond de eeuwwisseling een pauze van zijn carrière.
In 2004 kwam hij weer terug als zanger. Hij maakte verscheidene duetten met zijn broers meidengroep VIA Gra. Vijf jaar later kwam hij in opspraak nadat bekend was geworden dat hij samen met een van de leden toentertijd, Albina Dzjanabajeva, een zoon had verwekt. Terwijl dat gebeurde was Meladze nog getrouwd met zijn vrouw Irina en had met haar al drie kinderen. Dit incident wordt gezien als de reden voor de echtscheiding van Meladze en zijn vrouw kort daarna. Na de scheiding zette Meladze zijn relatie met Albina voort.

## Discografie

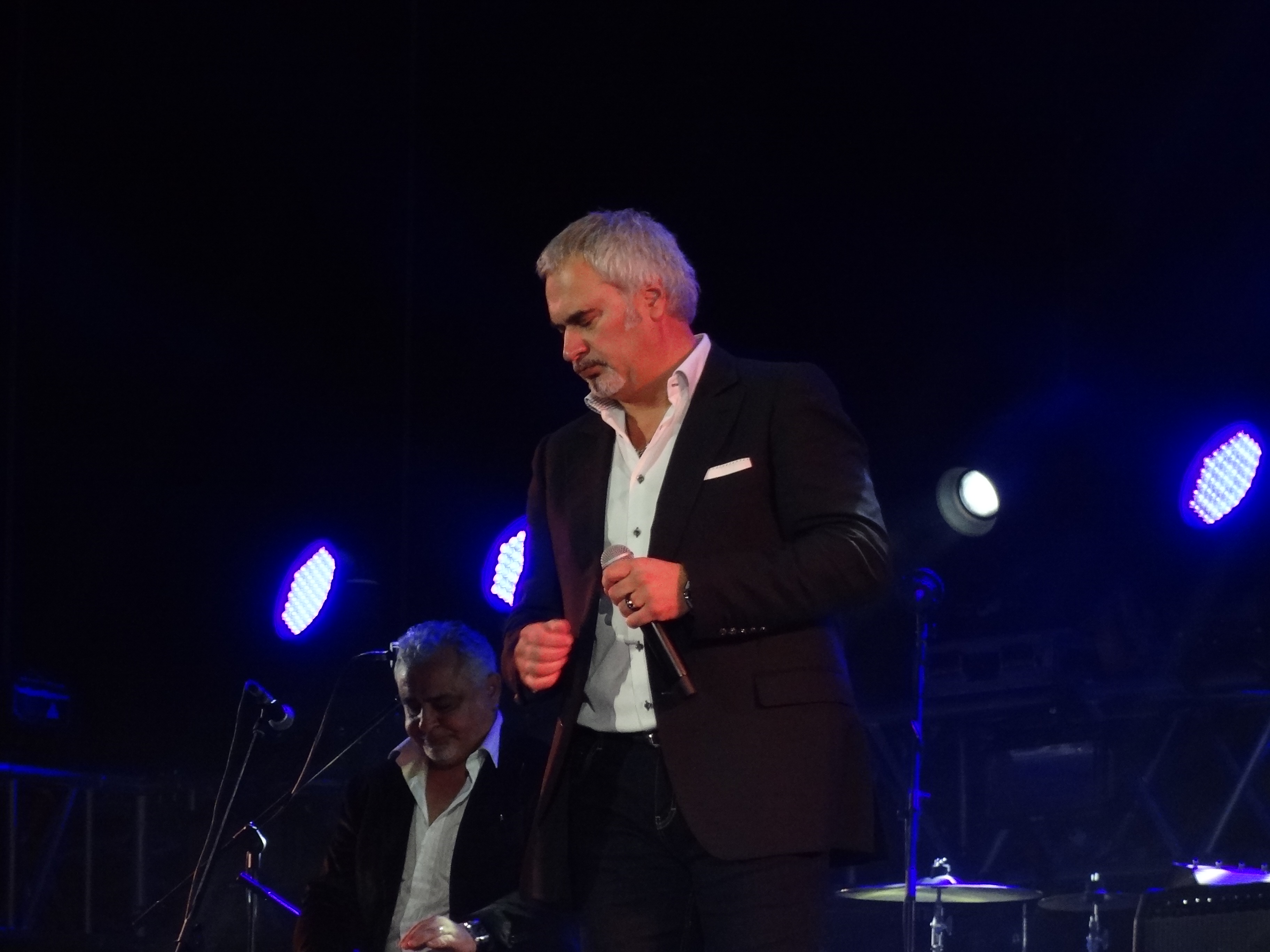
Meladze tijdens een concert in 2012.

### Albums
- 1995 — Sera
- 1996 — Posledni romantik
- 1998 — Samba belogo motylka
- 1999 — Vsjo tak i bylo
- 2003 — Nega
- 2008 — Vopreki
- 2015 — Moj brat

## Titels
- Geëerde Artiest van de Russische Federatie
- Volksartiest van Tsjetsjenië

- Bibsys: 11035894
- Nationale Bibliotheek van Letland: 000290857
- MusicBrainz: 4a07ca67-39d8-4f3a-a7b7-aac69291223b
- Virtual International Authority File: 1199154260854924480006